# Euphaedra neustetteri
Euphaedra neustetteri är en fjärilsart som beskrevs av Friedrich Wilhelm Niepelt 1915. Euphaedra neustetteri ingår i släktet Euphaedra och familjen praktfjärilar. Inga underarter finns listade i Catalogue of Life.